# Hassan Ademov
Hassan Ahmed Ademov (Хасан Ахмед Адемов, en bulgare), né le 24 janvier 1953 à Ipserih, est un homme politique bulgare membre du Mouvement des droits et des libertés (DPS). Il est ministre du Travail entre le 29 mai 2013 et le 6 août 2014.

## Biographie

### Formation et vie professionnelle
Il est médecin anesthésiste, également spécialiste de la réanimation. Il est diplômé de l'université médicale de Varna.

### Activités politiques
Il est élu pour la première fois député à l'Assemblée nationale en 1997. Le 29 mai 2013, il est nommé ministre du Travail et de la Politique sociale dans le gouvernement de centre-gauche de Plamen Orecharski. Il est remplacé le 6 août 2014 par l'indépendant Jordan Christoskov.